# Lutter (Neustadt am Rübenberge)
Lutter ist ein nördlicher Ortsteil der Stadt Neustadt am Rübenberge in der Region Hannover in Niedersachsen.

## Geografie
Das Dorf Lutter liegt zwischen den Nachbarortschaften Mandelsloh und Laderholz an der K 306 (Lutter Straße).

## Geschichte
Lutter wurde urkundlich erstmals im Jahr 1055 erwähnt. Um 1220 und 1270 wurde der Ort Luttere iuxta Welepe genannt. Die Edelherren von Meinersen gaben um 1220 den Zehnt als Lehen an die Tochter des Gerold von (Stöcken-)Drebber.
Mit der Gebietsreform verlor die Gemeinde Lutter am 1. März 1974 ihre politische Selbständigkeit und wurde ein Ortsteil von Neustadt am Rübenberge.

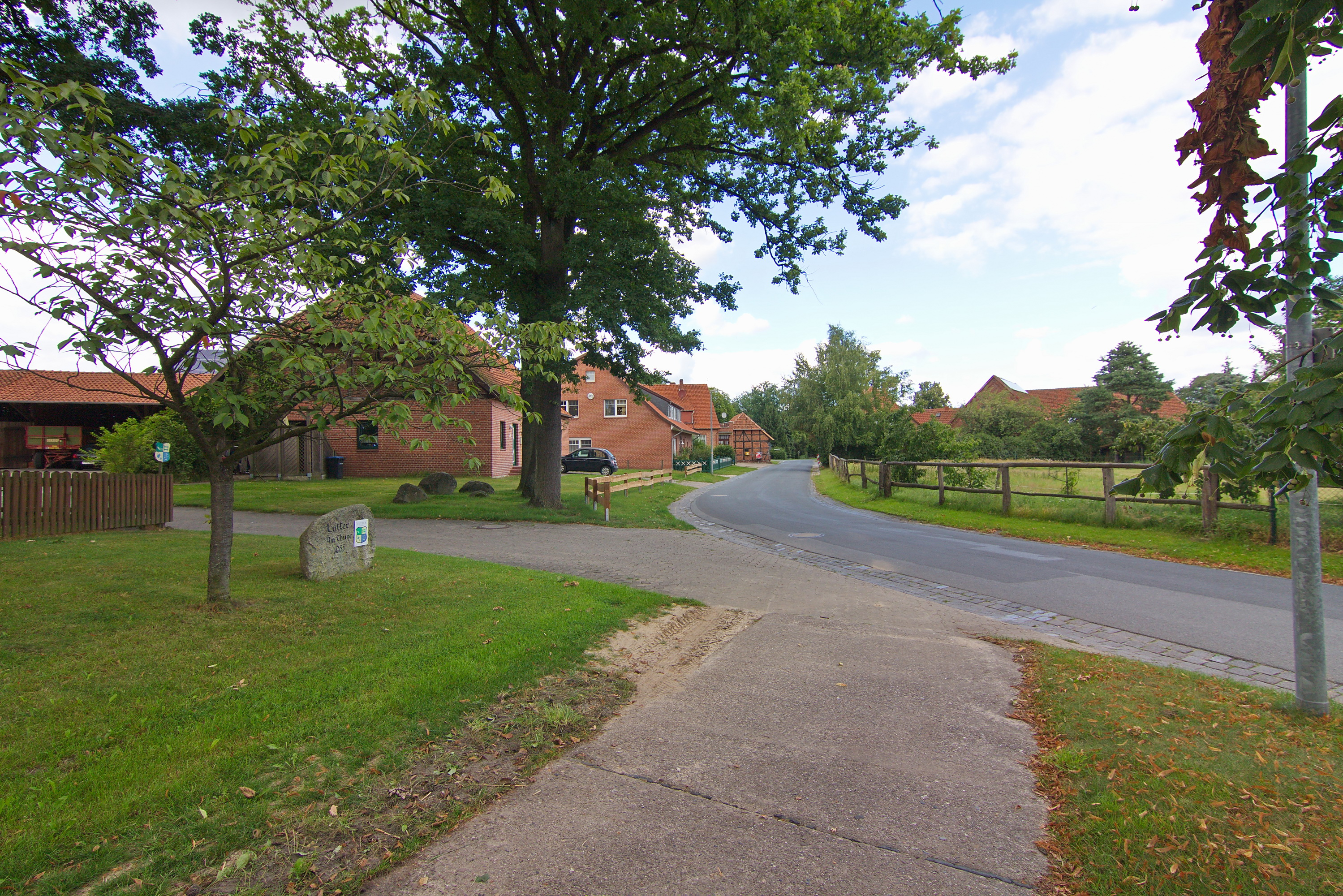
Ortsblick

## Politik

### Ortsrat
Der gemeinsame Ortsrat von Mandelsloh, Amedorf, Brase/Dinstorf, Evensen, Lutter, Niedernstöcken, Stöckendrebber und Welze setzt sich aus drei Ratsfrauen und acht Ratsherren zusammen. Im Ortsrat befinden sich zusätzlich 19 beratende Mitglieder.
Sitzverteilung:
- SPD: 4 Sitze
- CDU: 3 Sitze
- UWG-NRÜ: 3 Sitze
- Piraten: 1 Sitz

(Stand: Kommunalwahl 11. September 2016)

### Ortsbürgermeister
Der Ortsbürgermeister ist Günter Hahn (UWG NRÜ). Sein Stellvertreter ist Tillmann Zietz (CDU).

## Kultur und Sehenswürdigkeiten

### Bauwerke
- Der Hermann-Löns-Stein im Lutter/Welzer Grund – Zufahrt von Welze – markiert die Stelle, an der sich der Dichter Hermann Löns mit dem Heimatdichter Heinrich Schulze-Lohhof aus Büren traf.[7]
- Die 1748 als Sakralgebäude eingeweihte Kapelle steht im Mittelpunkt des Ortes und wird heute noch einmal im Monat für den Gottesdienst verwendet.[8]

### Baudenkmale
→ Siehe: Liste der Baudenkmale in Lutter in der Liste der Baudenkmale in Neustadt am Rübenberge (Ortsteile links der Leine).